# Monument aux morts de Fontainebleau
Le monument aux morts de Fontainebleau est un mémorial à Fontainebleau, dans le département de Seine-et-Marne, en France.

## Situation et accès
Le monument est situé sur la place des Combattants-morts-pour-la-France, près du cimetière, au nord de la ville de Fontainebleau, et plus largement au sud-ouest du département de Seine-et-Marne. Adjacente à la route Louis-Philippe — qui se prolonge par l'avenue de Verdun puis la rue de la Paroisse vers le centre-ville — la structure est visible depuis cette voie quasi-rectiligne jusqu'à sa courbure à la place de la République.

## Histoire
Les conclusions de la commission des Beaux-Arts sont rapportées et approuvées par le conseil municipal, lors de sa séance du 26 février 1920. Un premier projet est ainsi établi :

« Élever sur une de nos places publiques un monument du Souvenir très artistique et simple ; ce monument, suivant le projet auquel nous nous sommes arrêtés se composerait : d'un ensemble de rochers de grès, garnis de plantes forestières, fougères, bruyères, lierre et mousse, entourés d'un jardinet avec petite mare et arbustes. Une plaque de bronze fixée aux rochers rappellerait par ses inscriptions le souvenir de nos disparus.
Les recherches faites dans la forêt nous ont permis de constater les possibilités de trouver et de transporter les blocs de grès nécessaires à l'édification du monument. Les différentes visites faites chez tous les fondeurs d'art parisiens nous ont procuré également les documents suffisants pour que nous puissions vous présenter un projet à peu près complet.
L'emplacement proposé par la commission des Beaux-Arts est le terre-plein entouré de platanes qui forme le coin au croisement des rues du Chemin-de-Fer et du boulevard Gambetta [actuellement square Patton]. Le monument serait élevé au milieu d'un jardin. La plaque de bronze porterait des palmes et des fougères et on y lirait cette inscription : Aux Enfants de Fontainebleau morts pour la Patrie pendant la Grande Guerre 1914-1918. »

L'inauguration a lieu le 17 juin 1923, en présence notamment du maréchal Joseph Joffre.
En 1927, on signale au journal L'Informateur de Seine-de-Marne que les averses laissent de « larges taches grises » allant jusqu'à rendre « de plus en plus impossible la lecture des noms inscrits » sur son fût. On juge un ravalement nécessaire avec une patine surtout pour la base, d'autant qu'une visite du président de la République (Gaston Doumergue) est alors vue comme possible.

## Structure
Le monument est fait d'un bloc sur lequel sont inscrits les noms. Le tout repose sur un large socle.

## Commémorations
La Ville entretient plusieurs commémorations annuelles :
- 11 novembre : commémorations de l'armistice de 1918
- 8 mai : commémorations de la victoire du 8 mai 1945
- 11 novembre : une partie des commémorations pour la Journée nationale du souvenir de la déportation